# Wolfgang Lesser
Wolfgang Lesser (* 31. Mai 1923 in Breslau; † 27. September 1999 in Hennigsdorf bei Berlin) war ein deutscher Komponist und Musikfunktionär der DDR.

## Leben und Schaffen
Wolfgang Lesser kam in Breslau als Sohn des jüdischen Kaufmanns Georg Lesser und dessen Ehefrau Charlotte Lesser, geb. Cohn, auf die Welt. Ersten Klavierunterricht bekam er von seiner Mutter. Nach dem Besuch des Realgymnasiums begann er 1938 mit dem Musikstudium (Klavier, Klarinette) am ehemaligen Stern’schen Konservatorium in Berlin.
Seine bürgerlich-humanistische Erziehung und seine jüdische Herkunft brachten ihn zunehmend in Konflikt mit der nationalsozialistischen Wirklichkeit.

## Exil in Großbritannien
Im April 1939 musste Wolfgang Lesser aus Deutschland fliehen. Im Exil in London bewarb er sich erfolglos um eine Freistelle an der Royal Academy of Music. Mittellos schlug er sich u. a. als Landarbeiter, Hausdiener und Tellerwäscher durch und ließ sich zum Metallarbeiter ausbilden. Nach Kriegsbeginn wurde er, wie viele deutsche Immigranten in Großbritannien, auf der Isle of Man interniert. 1944 meldete sich Lesser als Freiwilliger und kämpfte in der britischen Armee gegen den Faschismus. 1947 wurde er nach intensiven Bemühungen auf eigenen Wunsch aus der Armee entlassen und ging nach Berlin zurück.

## Rückkehr nach Deutschland
Lesser wollte ein neues Deutschland mit aufbauen, ein Deutschland, von dem nie wieder Krieg ausgehen sollte, wozu umfassende humanistische Bildung, also auch Musik, seiner tiefen Überzeugung nach nötig waren. Zunächst arbeitete er für die Freie Deutsche Jugend (FDJ). Im Zusammenhang mit den Entwicklungen um die Field-Affäre wurde ihm dies verboten.

## Ausbildung
1950 setzte er sein Musikstudium an der gerade neu gegründeten Berliner Musikhochschule fort. Er studierte Komposition bei Hanns Eisler, Günter Kochan und Rudolf Wagner-Regeny. Eisler war ihm ein Vorbild, in künstlerischer Hinsicht und auch im politischen Verständnis der Rolle von Musik und Kunst in der Gesellschaft.

## Berufliche Stationen und Schaffen
Nach Beendigung des Studiums 1954 arbeitete er als Komponist und Pädagoge am Staatlichen Volkskunstensemble der DDR, von 1961 an als freischaffender Komponist. Zahlreiche (meist politische) Lieder und Songs entstanden in dieser Zeit, aber auch Zyklen von Klavierliedern nach Texten von Georg Maurer („Dreistrophenkalender“) und Manfred Streubel („Ein Tag in unserer Stadt“) sowie ein vielbeachtetes Violinkonzert.
1964 bis 1968 übernahm er die Funktion des 2. Sekretärs des Komponistenverbandes der DDR, 1968 bis 1978 war er dessen 1. Sekretär. 1983 bis 1985 war er Vorsitzender des Beirates der Anstalt zur Wahrung der Urheberrechte (AWA) sowie Generalsekretär des Musikrats der DDR. 1971 wurde er Mitglied der Kulturkommission beim Politbüro des ZK der SED.
1985 wurde Lesser zum (ehrenamtlichen) Präsidenten des Verbandes der Komponisten und Musikwissenschaftler der DDR gewählt. 1989 trat er von diesem Amt zurück.
Wolfgang Lesser konzentrierte sich in der Verbandsarbeit insbesondere auf die Förderung des zeitgenössischen kompositorischen Schaffens in allen Bereichen und Genres. Die Verbandsaufgabe lautete: „Pflege und Entwicklung der Musikkultur der DDR“. Das umfasste auch Aufgaben, wie Orchestern bei der Beschaffung von Instrumenten zu helfen. Lesser kümmerte sich aber auch intensiv um die Belange von Musikwissenschaftlern und Musiklehrern, um die Förderung sorbischer Musik, um Kontakte zu Komponisten anderer Länder, um Aufführungsmöglichkeiten zeitgenössischer Musik (Stichworte: DDR-Musiktage und Musikbiennale, an deren Aufbau und Ausbau er maßgeblich beteiligt war) u.v.m.
Lesser war Abgeordneter der Volkskammer der DDR für den Kulturbund der DDR.
Musik sollte wichtiger Bestandteil der Gesellschaft sein, sollte eingreifen in das Geschehen der Zeit. Das war das erklärte Ziel, das Wolfgang Lesser mit seiner musikpolitischen Arbeit in verschiedenen Funktionen verfolgte. So umriss er es auch in einem Interview, erschienen 1987 in der Wochenpost unter dem Titel: „Mehr Musik im ganzen Land“.
Die Verbandsarbeit ließ Wolfgang Lesser wenig Zeit fürs Komponieren. Er konzentrierte sich vor allem auf die kleine Form. Das Lied (lyrisches Lied, Chanson, Massenlied) blieb zeitlebens im Zentrum seines kompositorischen Schaffens. Zu seinen bekanntesten Liedern gehören Wir bauen einen schönen Garten, Hammer und Zirkel im Ährenkranz und Chansons wie Da hat vor 50 Jahren … für das Kabarett „Die Distel“.

„… Melodische Erfindungsgabe, … Sinn für knappe, intensive Formung… eine Musiksprache, [die] musikantisch ist, im Harmonischen und Rhythmischen freizügig und untraditionell.“

So charakterisierte der Musikwissenschaftler Horst Seeger Wolfgang Lessers Kompositionsstil (mit Blick auf die frühen Liedkompositionen).
Es sind typische Merkmale auch der anderen Werke des Komponisten – ob Bühnen-Musiken (z. B. zu Friedrich Wolfs Thomas Müntzer), Filmmusiken (wie etwa für die DEFA-Filme Die Schönste von 1957, Beschreibung eines Sommers von 1962 und König Drosselbart von 1965), Streichquartett oder Orchesterlieder.
Wolfgang Lesser war von 1952 an bis zu seinem Tode mit der Sängerin und Gesangspädagogin Gerda Lesser, geb. Schmidt verheiratet.

## Werke (Auswahl)
- Liederzyklus „Im Vogelflug“, Text: Manfred Streubel (1957)
- Wir bauen einen schönen Garten, Text: Helmut Stöhr
- Violinkonzert (1962)
- Sonate für Solovioline (1963)
- Das Jahr, Zyklus für Kinderchor und Instrumente, Text: Jens Gerlach (1963).
- Liederzyklus Ein Tag in unserer Stadt, Singstimme und Klavier, Text: Manfred Streubel (1967)
- Hammer und Zirkel im Ährenkranz, Text: Nils Werner (1969)
- Schuloper „Oktoberkinder“ (1970)
- Fünf Lieder aus dem Dreistrophenkalender von Georg Maurer, Bariton und Klavier
- Wir – die Partei (1971, Text: Jens Gerlach), Kantate für Bariton, Chor und Orchester
- Pustewind, Kinderlied, Text: Helmut Stöhr
- Klavierstücke für Kinder „Kleine Stücke für kleine Leute“ (gedruckt 1977)
- Streichquartett (1979)
- Sonate für Violoncello allein, (1982, UA XII. Musikbiennale)
- Dieser Tage Antwort sein – 6 Lieder für Sopran und Streichquartett, Text: Manfred Streubel (UA 1985)
- Musikalisch-literarisches Programm „Sie und er und 1000 Klagen“, Texte: Jupp Weindich, UA am Friedrich-Wolf Theater Neustrelitz, (Fernsehausstrahlung am 5. November 1986)
- Plattdeutsches Liederbüchlein
- 5 Orchesterlieder, für Bariton und Orchester, Text Gisela Steineckert (UA 1986)

Bühnenmusik
- zu Friedrich Wolfs Thomas Müntzer
- zu Ben Jonsons Volpone
- zu George Farquhars Glückritter

Filmmusik
- 1957: Die Schönste
- 1959: Claudia
- 1960: Der neue Fimmel
- 1961: Drei Kapitel Glück
- 1961: Steinzeitballade
- 1962: Entdeckung des Julian Böll
- 1962: Peter und das Einmaleins mit der Sieben
- 1962: Freispruch mangels Beweises
- 1962: Das Stacheltier – Die Moritat vom Durst
- 1963: Beschreibung eines Sommers
- 1964: Deutschland – Endstation Ost

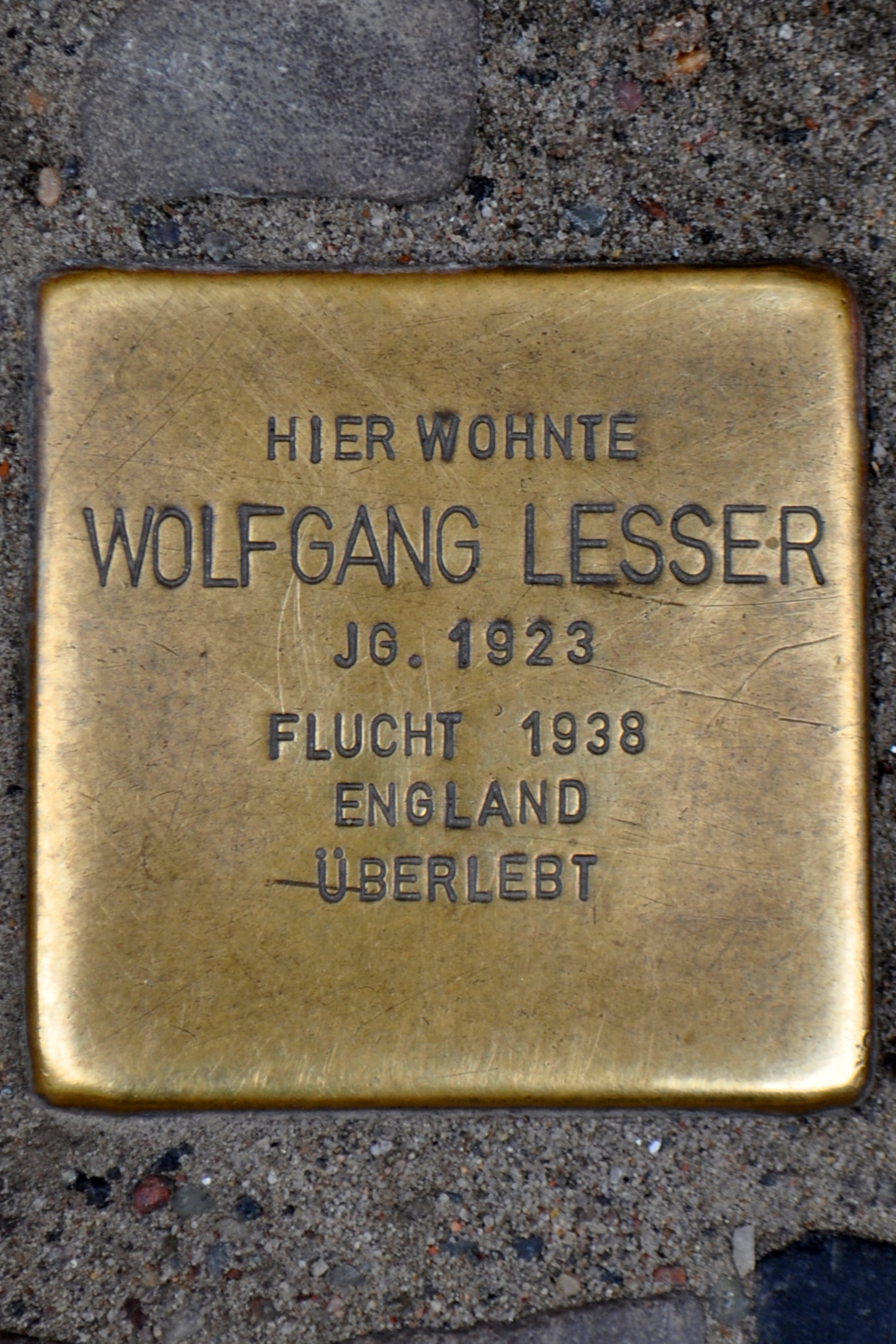
Stolperstein für Wolfgang Lesser in Stralsund

- 1964: Als Martin vierzehn war
- 1965: König Drosselbart
- 1966: Lebende Ware

## Auszeichnungen
- Vaterländischer Verdienstorden in Bronze (1964), in Silber (1973) und in Gold (1978)
- Ehrenspange zum Vaterländischen Verdienstorden in Gold (1983)
- Kunstpreis der DDR (1968)
- Nationalpreis der DDR (1969)
- Stern der Völkerfreundschaft in Gold (1988)

## Ehrungen
In Stralsund erinnert in der Ossenreyerstraße ein Stolperstein vor der Hausnummer 21/22 an Wolfgang Lesser.
In Berlin erinnern in der Regensburger Straße Stolpersteine vor der Hausnummer 27 an Wolfgang Lessers Eltern.